# Station Squires Gate
Squires Gate is een spoorwegstation van National Rail in Fylde in Engeland. Het station is eigendom van Network Rail en wordt beheerd door Northern Rail. 